# 澤塔 (密蘇里州)
澤塔（英語：Zeta）是位於美國密蘇里州斯托達德縣的鬼鎮。

## 歷史
澤塔的郵局於1895年設立，其後於1936年停運。

## 地理
澤塔所處的海拔為高於海平面98米（即322英呎），而該地所採用的時區為UTC-6，即北美中部時區（CST）。同時該地設有夏令時間，為UTC-6調快一小時，即UTC-5（CDT）。